# ألماس مكسور (مسلسل)
ألماس مكسور مسلسل عراق تم بثه لأول مرة في عام 2022م من تأليف محمد حنش وإخراج دافيد أوريان.

## قصة المسلسل
تدور أحداث مسلسل ألماس مكسور في إطار درامي مشوق ومثير، حيث أنه يحتوي على قصة رومانسية ورقيقة، لكن يتخللها بعض العقبات والأحداث التراجيدي وهو مزج الدراما بالرومانسية من خلال العمل، أنتج المسلسلَ قناةُ أم بي سي العراق، وتدور أحداث المسلسل حول قصة الحب التي تدور بين كلا من البطل والبطلة.

## طاقم العمل
عُرض المسلسل في رمضان، وضمَّ مجموعة كبيرة من الممثلين، التالية أسماؤهم:
- الكسندر علوم (الدكتور أحمد).
- هند نزار (ريف).
- صبا ابراهيم (أسيل).
- عبد الستار البصري (الحج ماجد).
- علي نجم الدين.
- رغد خاتون.
- كريم محسن.
- كاظم القرشي (أبو زيد).
- غسان إسماعيل (رائد).
- زيد الملاك.
- سارة أوس.
- بيداء رشيد.